# Karl Bauer (Politiker, 1834)
Karl Ludwig Friedrich Bauer (* 2. November 1834 in Eisentratten; † 12. März 1895 in Klagenfurt) war ein österreichischer evangelischer Pfarrer (A.B.) und Abgeordneter zum Österreichischen Abgeordnetenhaus.

## Ausbildung und Beruf
Karl Bauer war Sohn des 1859 verstorbenen evangelischen Pfarrers Georg Gottlieb Friedrich Bauer und seiner Ehefrau Klara Margareth Wilhelmina geborene Kraus. Er besuchte Gymnasien in Klagenfurt, Graz und Teschen in Schlesien. Danach studierte er Theologie in Wien und in Halle in der Provinz Sachsen in Preußen (heute Sachsen-Anhalt). Im Jahr 1856 ordinierte er und wurde Vikar. 1859 wurde er Pfarrer in Tresdorf (heute Treßdorf) in der Gemeinde Kirchbach im Bezirk Hermagor in Kärnten. 1885 wurde er Pfarrer in Klagenfurt. Zwischen 1877 und 1895 war er auch Superintendent der Wiener Diözese A.B. Er war auch Obmann des Kärntner Zweigvereins der Gustav-Adolf-Stiftung. Er war zwei Mal verheiratet. Seine erste Ehe schloss er im Jahr 1859 mit Friederike Royko, welche 1873 gestorben ist. Mit ihr hatte er zwei Töchter und einen Sohn. Seine zweite Ehe schloss er mit ihrer Schwester, Auguste Royko, im Jahr 1874, mit welcher er einen Sohn und eine Tochter hatte.

## Politische Funktionen
- 1867–1869: Abgeordneter zum Kärntner Landtag (2. Wahlperiode), Wahlkreis Städte und Märkte (Hermagor, Tarvis, Malborgeth, Bleiberg-Kreuth)
- 29. Oktober 1868 bis 21. Mai 1870: Abgeordneter des Abgeordnetenhauses im Reichsrat (II. Legislaturperiode), Fraktion Kärnten, Wahlbezirk Städte und Handels- und Gewerbekammer Klagenfurt, in einer Nachwahl nach dem Rücktritt von Franz Paul Freiherr von Herbert

## Klubmitgliedschaften
Karl Bauer war ab dem 27. Januar 1869 im Klub der neuen Linken.